# Lawa Thikana
Pour les articles homonymes, voir Lawa.
 (février 2016).

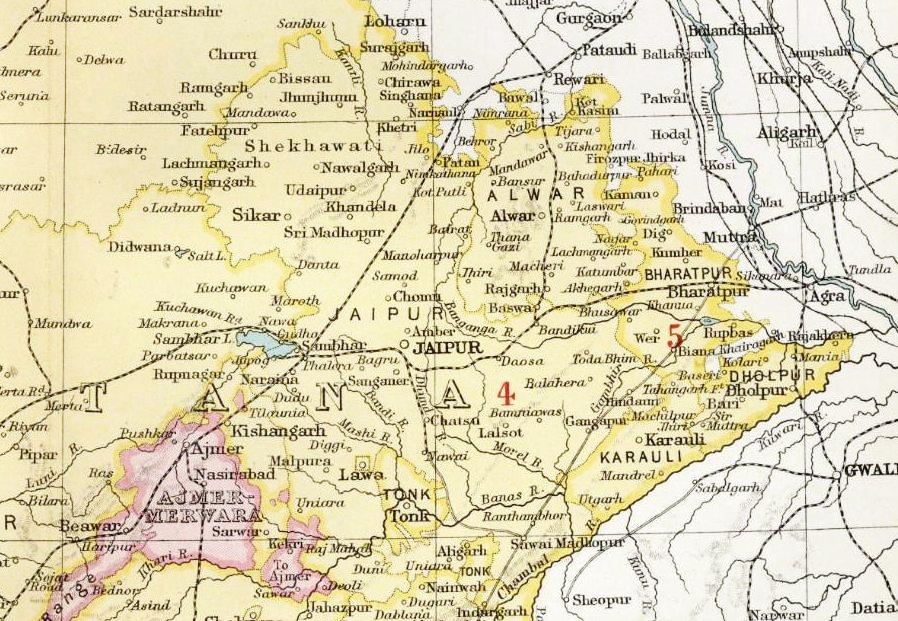
Plan des régions Jaipur-Bharatpur en 1909

Lawa Thikana était un État Thikana ou Thakurat sous le régime de l'État de Jaipur dans l'ancienne agence du Rajputana. L'État était très proche de la ville de Tonk aux alentours de laquelle se trouvait sa capitale, Lawa. Lawa se trouve au Nord-Ouest du district actuel de Tonk, dans le Rajasthan, en Inde.
L'état de Lawa, près de Tonk, ne doit pas être confondu avec le Thinaka Sardargarh, un Thikana de l'État de Udaipur (actuelle région de Mewar) qui s'appelait également « Lawa » avant 1738,.

## Historique
Lawa faisait partie de l'État de Jaipur. En 1772 Lawa devint un jagir, tombant sous le contrôle du Marâtha, sous le dirigeant Pindari : Amir Khan, qui deviendra plus tard le Nawab de Tonk. Lawa devint un vassal de Tonk en 1817, quand cet État fut établi.